# Tampate
Tampate (del huasteco: Tampat ‘lugar de hilo de algodón’) es una localidad mexicana ubicada en el estado de San Luis Potosí, dentro del municipio de Aquismón. Es la localidad más poblada del municipio.

## Geografía
Tampate se localiza en el sureste del municipio de Aquismón y del estado de San Luis Potosí.
Se encuentra a 77 m s. n. m. y cubre un área de 2.68 km².

## Demografía
De acuerdo con el censo de 2020, Tampate tenía 3 366 habitantes, de los cuales 1709 eran mujeres y 1657, hombres.
El total de viviendas en la localidad era de 995.
| Gráfica de evolución demográfica de Tampate entre 1900 y 2020 |
|                                                               |
| Fuente: Instituto Nacional de Estadística y Geografía.        |